# 三和村 (琉球政府)
三和村（日语：／ Miwa son */?）為1946年至1961年在琉球政府時期所設立的村，屬於島尻郡管轄，是位於沖繩島最南端的市町村，已於1961年併入現在的糸滿市。

## 歷史
三和村的位置原本是真壁、摩文仁、喜屋武三個間切，在1896年實施郡區制時都被編入島尻郡的管轄，隨著1908年島嶼町村制的實施，三個間切成為了村，真壁村、摩文仁村、喜屋武村，分別設有各自的村公所。
但是在1945年沖繩島戰役中，摩文仁村附近地區成為戰役結束前最後的戰場，村莊受到波及，多數村民因此死亡，三村的人口銳減至難以繼續維持村莊運作，因此1946年4月1日將真壁村、摩文仁村、喜屋武村合併成為三和村。村公所設於原真壁村公所的位置。
三和村成立15年後，於1961年10月1日，與糸滿町、兼城村、高嶺村合併為新設立的糸滿町，糸滿町並於1971年12月1日改制為糸滿市。原本的三和村公所在合併後成為糸滿町的三和分所，不過已在數年後被廢除，並轉由真壁農協使用（現改組為沖繩縣農業協同組合三和支店）。
| 時間   | 行政劃分 | 行政劃分 | 行政劃分 | 行政劃分 | 行政劃分   | 行政劃分   |
| 1896年 | 兼城間切 | 兼城間切 | 高嶺間切 | 真壁間切 | 喜屋武間切 | 摩文仁間切 |
| 1908年 | 糸滿町   | 兼城村   | 高嶺村   | 真壁村   | 喜屋武村   | 摩文仁村   |
| 1946年 | 糸滿町   | 兼城村   | 高嶺村   | 三和村   | 三和村     | 三和村     |
| 1961年 | 糸滿町   | 糸滿町   | 糸滿町   | 糸滿町   | 糸滿町     | 糸滿町     |
| 1971年 | 糸滿市   | 糸滿市   | 糸滿市   | 糸滿市   | 糸滿市     | 糸滿市     |

## 觀光景點
- 沖繩戰跡國定公園 
  - 和平祈念公園 
    - 和平祈念堂（1978年開館）
    - 沖繩縣和平祈念資料館（1975年開館、2000年更新）
    - 和平礎
    - 國立沖繩戰歿者墓苑

  - 姬百合之塔
    - 和平祈念資料館（1989年開館）

  - 建兒塔
  - 魂魄塔
  - 和平創造森林森公園
- 喜屋武岬